# Pan Twardowski

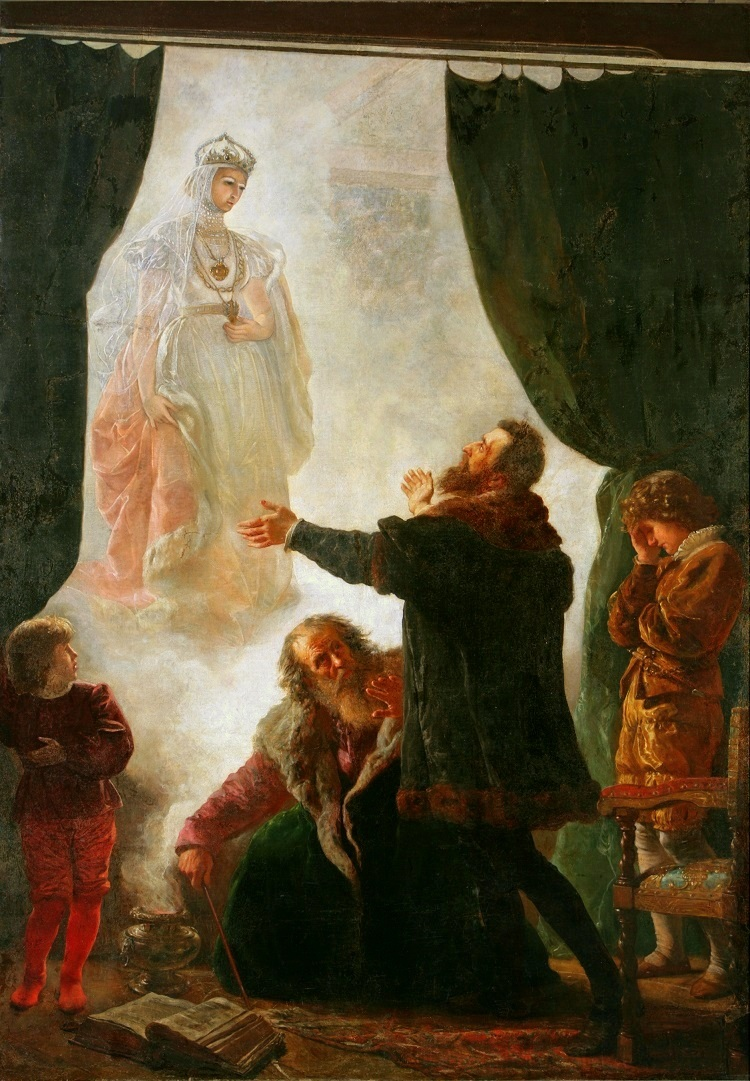
Pan Twardowski vyvolává ducha Barbary Radziwiłłovny

Pan Twardowski je postava polského šlechtice, který podle legendy zaprodal svou duši ďáblu. Je hrdinou několika pověstí a pohádek, z nichž takřka každá představuje jiný příběh. Jedna z nejznámějších tvrdí, že nyní pobývá na Měsíci.

## Pověst
Podle pověsti byl Twardowski šlechticem žijícím v 16. století v Krakově. Prodal svou duši ďáblu za znalosti a magické schopnosti. Chtěl však ďábla přechytračit, takže do úpisu přidal bod, že čert si může jeho duši vzít do pekla pouze v Římě, kam se mistr neměl v úmyslu nikdy vydat.
S čertovou pomocí získal Twardowski bohatství i slávu, nakonec se stal i dvořanem krále Zygmunta Augusta. Král se po smrti královny obklopil astrology a mágy. Podle pověstí se právě Twardowskému podařilo vyvolat ducha zesnulé královny Barbary, čehož dosáhl díky magickému zrcadlu Twardowského.
Po mnoha letech ďábel přistihl mága v krčmě, která se jmenovala Řím. Během letu se však Twardowski modlil k Marii (nebo podle jiné verze zpíval náboženskou píseň), kvůli čemuž ho ďábel cestou upustil. Twardowski skončil na Měsíci, kde je dodnes a pozoruje, co dělají lidé na Zemi.
Další legenda říká, že ďábel musel Twardowského pustit, protože ve smlouvě bylo uvedeno, že si může vzít jeho duši, jen když v Římě vysloví jeho jméno. Podle legendy však nikdo mágovo jméno neznal. Twardowski to za letu ďáblovi připomněl a ten ho nakonec upustil. Místo na Zemi však mág přistál na Měsíci.
Postava Twardowského vykazuje řadu paralel s Faustem pocházejícím z německé kultury, který je znám mj. z děl Goetheho, Thomase Manna či středověkých jarmarečních knih.

## Autentičnost osoby
Postava pana Twardowského vychází zřejmě z jednoho černokněžníka krále Zygmunta Augusta, Jana Twardowského. Ten prý měl opravdu existovat a vyvolat ducha zesnulé královny Barbary Radziwiłłovny.
Na druhou stranu existují názory, že Jan Twardowski byl ve skutečnosti Němec, studoval ve Wittenbergu magii (která v oněch dobách byla vědou jako každá jiná, dokonce možná stojící nad ostatními). Pravděpodobně se jmenoval Laurentius Dhur, latinsky Durentius, což znamená „tvrdý“, a to zřejmě dalo vznik popolštěnému jménu.